# Acontius kiriba
Espèce
Acontius kiriba est une espèce d'araignées mygalomorphes de la famille des Cyrtaucheniidae.

## Distribution
Cette espèce est endémique du Burundi.

## Description
Le mâle holotype mesure 12,50 mm et la femelle paratype 15,40 mm.

## Étymologie
Son nom d'espèce lui a été donné en référence au lieu de sa découverte, le parc national Kiriba.

## Publication originale
- Zonstein, 2018 : Notes on the spider genus Acontius, with a description of two new species from Guinea and Burundi (Aranei: Cyrtaucheniidae). Arthropoda Selecta, vol. 27, no 3, p. 219-226 (texte intégral).